# كريستين باور فان ستراتن
كريستين باور فان ستراتن (بالإنجليزية: Kristin Bauer van Straten)‏ هي ممثلة أمريكية، ولدت في 26 نوفمبر 1966 في الولايات المتحدة.

## أعمال

### أفلام
- (2004) أول 50 موعد غرامي[4][5]
- (2016) حيوانات ليلية[6]

### مسلسلات
- الجميع يحب رايموند
- جاغ
- دارما وغريغ
- دم حقيقي
- ربات بيوت يائسات
- رجلان ونصف
- التحقيق في موقع الجريمة
- فرقة العدالة
- كان ياما كان

## وصلات خارجية
- كريستين باور فان ستراتن على موقع IMDb (الإنجليزية)
- كريستين باور فان ستراتن على موقع روتن توميتوز (الإنجليزية)
- كريستين باور فان ستراتن على موقع ألو سيني (الفرنسية)
- كريستين باور فان ستراتن على موقع أول موفي (الإنجليزية)
- كريستين باور فان ستراتن على موقع قاعدة بيانات الأفلام السويدية (السويدية)
- كريستين باور فان ستراتن على موقع إن إن دي بي (الإنجليزية)
- كريستين باور فان ستراتن على موقع قاعدة بيانات الفيلم (الإنجليزية)
- كريستين باور فان ستراتن على موقع كينوبويسك (الروسية)